# 奥村質直
奥村 質直（おくむら ただなお、明和4年（1767年） - 文化14年6月8日（1817年7月21日））は、加賀藩年寄。加賀八家奥村分家第11代当主。
父は奥村隆振。子は奥村惇叙、奥村栄通、村井長貞。幼名伊助。通称左京。初名は正直。

## 生涯
明和4年（1767年）、加賀藩年寄奥村隆振の子として生まれる。天明5年（1785年）12月、父隆振が能登に流罪となったために、祖父成象の遺跡を相続する形で家督相続が許され、知行は6000石に減じられた。寛政2年（1790年）、隆振が赦免されて戻る。寛政5年（1793年）、家老となる。寛政7年（1795年）9月、代々功績ある家柄を認められて知行を1万石に復し、年寄列に加えられた。文化14年（1817年）6月8日没。享年51。家督は嫡男惇叙が相続した。八男栄通は奥村宗家に養子入りし家督を継いだ。